# Ellesborough
Ellesborough est un village du Buckinghamshire, Angleterre. Le village est situé au pied des Chilterns à environ 3 km de Wendover. 
Le nom du village est d'origine anglo-saxonne. Il signifie where asses are pastured (« où les ânes pâturent »). Le village est enregistré dans le Domesday Book en 1086 sous le nom de Esenberge. 
Le village inclut Chequers, la résidence d'été des Premiers ministres du Royaume-Uni depuis 1921. C'est aussi le village où réside l'ancien pilote de course Jackie Stewart.

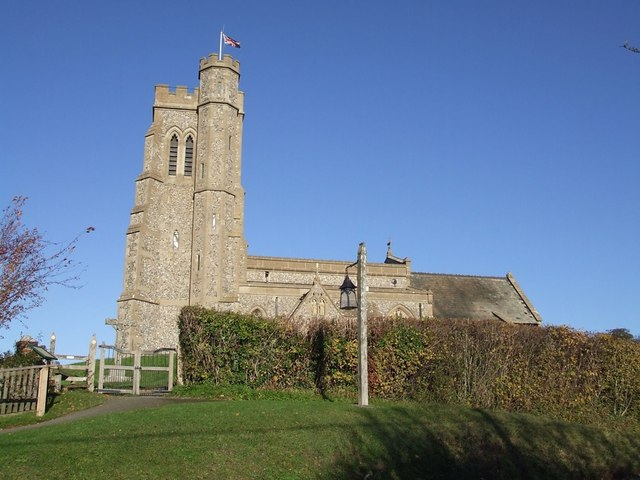
SS Peter & Paul
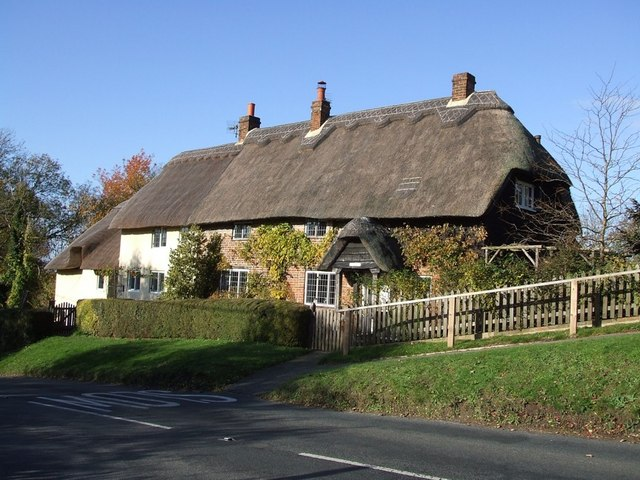
Ellesborough cottages